# Elezioni presidenziali in Slovacchia del 2014
Le elezioni presidenziali in Slovacchia del 2014 si tennero il 15 marzo (primo turno) e il 29 marzo (secondo turno).

## Risultati
| Candidati           | Partiti                                | I turno   | I turno | II turno  | II turno |
| Candidati           | Partiti                                | Voti      | %       | Voti      | %        |
| ------------------- | -------------------------------------- | --------- | ------- | --------- | -------- |
| Andrej Kiska        | Indipendente                           | 455 996   | 24,01   | 1 307 065 | 59,39    |
| Robert Fico         | Direzione - Socialdemocrazia           | 531 919   | 28,01   | 893 841   | 40,61    |
| Radoslav Procházka  | Indipendente                           | 403 548   | 21,25   |           |          |
| Milan Kňažko        | Indipendente                           | 244 401   | 12,87   |           |          |
| Gyula Bárdos        | Partito della Coalizione Ungherese     | 97 035    | 5,11    |           |          |
| Pavol Hrušovský     | KDH - SDKÚ-DS - Most-Híd               | 63 298    | 3,33    |           |          |
| Helena Mezenská     | Indipendente                           | 45 180    | 2,38    |           |          |
| Ján Jurišta         | Partito Comunista di Slovacchia        | 12 209    | 0,64    |           |          |
| Ján Čarnogurský     | Indipendente                           | 12 207    | 0,64    |           |          |
| Viliam Fischer      | Indipendente                           | 9 514     | 0,50    |           |          |
| Jozef Behýl         | Indipendente                           | 9 126     | 0,48    |           |          |
| Milan Melník        | Indipendente                           | 7 678     | 0,40    |           |          |
| Jozef Šimko         | Partito della Slovacchia Moderna       | 4 674     | 0,25    |           |          |
| Stanislav Martinčko | Coalizione dei Cittadini di Slovacchia | 2 547     | 0,13    |           |          |
| Totale              | Totale                                 | 1 899 332 | 100     | 2 200 906 | 100      |